# Trogoderma atrum
Trogoderma atrum is een keversoort uit de familie spektorren (Dermestidae). De wetenschappelijke naam van de soort werd in 1864 gepubliceerd door Rodolfo Amando Philippi & Philippi.